# Natalija Lupu
Natalija Oleksiïvna Lupu (in ucraino Наталія Олексіївна Лупу?; Maršynci, 4 novembre 1987) è una mezzofondista ucraina di origine romena, specializzata negli 800 metri piani.
Il 27 giugno 2014 è stata squalificata per nove mesi per la positività ad uno stimolante, la dimetilamilammina, rilevata ad un controllo antidoping effettuato il 7 marzo precedente ai Mondiali indoor di Sopot, potendo tornare alle gare a partire dal 21 gennaio 2015.
Il 31 maggio 2017, dopo nuovi controlli sui campioni di sangue prelevati ai Giochi olimpici di Rio de Janeiro 2016, risulta nuovamente positiva e viene squalificata per otto anni, fino al 26 dicembre 2024.

## Progressione

### 800 metri piani outdoor
| Stagione | Risultato | Luogo    | Data      | Rank. Mond. |
| -------- | --------- | -------- | --------- | ----------- |
| 2012     | 1'58"46   | Jalta    | 14-6-2012 |             |
| 2011     | 1'59"12   | Jalta    | 31-5-2011 |             |
| 2010     | 1'59"59   | Jalta    | 29-5-2011 |             |
| 2009     | 2'00"32   | Donec'k  | 3-7-2009  |             |
| 2008     | 2'00"96   | Kiev     | 3-7-2008  |             |
| 2006     | 2'03"24   | Mykolaïv | 8-7-2006  |             |
| 2005     | 2'02"66   | Tula     | 26-6-2005 |             |
| 2004     | 2'05"08   |          | 20-6-2004 |             |
| 2003     | 2'07"75   | Kiev     | 20-6-2003 |             |

### 800 metri piani indoor
| Stagione | Risultato | Luogo      | Data      | Rank. Mond. |
| -------- | --------- | ---------- | --------- | ----------- |
| 2013     | 2'00"26   | Göteborg   | 3-3-2013  |             |
| 2012     | 1'59"67   | Istanbul   | 11-3-2012 |             |
| 2011     | 2'02"06   | Liévin     | 8-2-2011  |             |
| 2010     | 2'02"86   | Düsseldorf | 3-2-2010  |             |
| 2009     | 2'02"27   | Sumy       | 20-2-2009 |             |
| 2008     | 2'03"41   | Sumy       | 24-2-2008 |             |
| 2006     | 2'04"31   | Sumy       | 23-2-2006 |             |

## Palmarès
| Anno | Manifestazione      | Sede           | Evento      | Risultato  | Prestazione | Note                                     |
| ---- | ------------------- | -------------- | ----------- | ---------- | ----------- | ---------------------------------------- |
| 2004 | Mondiali juniores   | Grosseto       | 800 m piani | Batteria   | 2'09"30     |                                          |
| 2005 | Europei juniores    | Kaunas         | 800 m piani | Oro        | 2'02"78     |                                          |
| 2006 | Mondiali juniores   | Pechino        | 800 m piani | 4ª         | 2'05"05     |                                          |
| 2009 | Europei indoor      | Torino         | 800 m piani | Semifinale | 2'05"26     |                                          |
| 2009 | Europei under 23    | Kaunas         | 800 m piani | Argento    | 2'01"08     |                                          |
| 2009 | Europei under 23    | Kaunas         | 4×400 m     | 4ª         | 3'30"78     |                                          |
| 2009 | Mondiali            | Berlino        | 800 m piani | Batteria   | 2'06"74     |                                          |
| 2010 | Mondiali indoor     | Doha           | 800 m piani | Batteria   | 2'04"30     |                                          |
| 2010 | Europeo per nazioni | Bergen         | 800 m piani | Oro        | 2'02"74     |                                          |
| 2010 | Europei             | Barcellona     | 800 m piani | Batteria   | 2'00"50     |                                          |
| 2010 | Europei             | Barcellona     | 4×400 m     | 7ª         | 3'29"50     |                                          |
| 2011 | Europei indoor      | Parigi         | 400 m piani | Semifinale | 54"24       |                                          |
| 2011 | Europei indoor      | Parigi         | 4×400 m     | 6ª         | 3'34"08     |                                          |
| 2012 | Mondiali indoor     | Istanbul       | 800 m piani | Argento    | 1'59"67     |                                          |
| 2012 | Olimpiadi           | Londra         | 800 m piani | Semifinale | 2'01"63     |                                          |
| 2013 | Europei indoor      | Göteborg       | 800 m piani | Oro        | 2'00"26     | Miglior prestazione personale stagionale |
| 2013 | Mondiali            | Mosca          | 800 m piani | 6ª         | 1'59"79     |                                          |
| 2014 | Mondiali indoor     | Sopot          | 800 m piani | dq         | dq          |                                          |
| 2015 | Europei indoor      | Praga          | 800 m piani | Argento    | 2'02"25     |                                          |
| 2015 | Europei indoor      | Praga          | 4×400 m     | 5ª         | 3'32"39     |                                          |
| 2015 | Mondiali            | Pechino        | 800 m piani | 6ª         | 1'58"9      |                                          |
| 2015 | Mondiali            | Pechino        | 4×400 m     | 6ª         | 3'25"94     |                                          |
| 2016 | Europei             | Amsterdam      | 800 m piani | Semifinale | 2'01"74     |                                          |
| 2016 | Giochi olimpici     | Rio de Janeiro | 800 m piani | Semifinale | dq          |                                          |